# Náuplia
Náuplia ou Nafplion (em grego:  Ναύπλιο) é uma cidade da Grécia, capital da prefeitura da Argólida, com cerca de 20.000 habitantes. Está situada no golfo Argólico e foi a primeira capital da Grécia, de 1829 a 1834.